# Joegoslavië op de Olympische Zomerspelen 1964
Joegoslavië nam deel aan de Olympische Zomerspelen 1964 in Tokio, Japan. Het won twee gouden medailles, één meer dan vier jaar eerder.

## Medailleoverzicht
| Sport     | Olympiër | Onderdeel                | Medaille |
| --------- | --- | ------------------------ | -------- |
| Turnen    | Miroslav Cerar | paard voltige (m)        | Goud     |
| Worstelen | Branislav Šimić | -87kg Grieks-Romeins (m) | Goud     |
| Waterpolo | Ozren Bonačić Zoran Janković Milan Muskatirović Ante Nardeli Frane Nonković Vinko Rosić Mirko Sandić Zlatko Simenc Bozidar Staničić Karlo Stipanić Ivo Trumbić | mannen                   | Zilver   |
| Turnen    | Miroslav Cerar | rekstok (m)              | Brons    |
| Worstelen | Branislav Martinović | -63kg Grieks-Romeins (m) | Brons    |

## Deelnemers en resultaten
(m) = mannen, (v) = vrouwen 

### Atletiek
| Olympiër        | Discipline               | Resultaat | Prestatie                                                            |
| --------------- | ------------------------ | --------- | -------------------------------------------------------------------- |
| Borut Ingolič   | 1500m (m)                | 16e       | serie 4: 5de in 3.43,7 halve finale 2: 9de in 3.48,3                 |
| Franc Červan    | 1500m (m)                | 29e       | serie 3: 7de in 14.16,6                                              |
| Simo Vazic      | 1500m (m)                | 39e       | serie 4: 9de in 14.33,8                                              |
| Franc Červan    | 10000m (m)               | 10e       | 29.21,0                                                              |
| Djani Kovac     | 400m horden (m)          | DSQ       | serie 4: gediskwalificeerd                                           |
| Slavko Špan     | 3000m steeplechase (m)   | 19e       | serie 1: 6de in 8.57,6                                               |
| Roman Lesek     | polsstokhoogspringen (m) | 19e       | kwalificatie: 4de met 4,60m finale: 13de met 4,70m                   |
| Dako Radošević  | discuswerpen (m)         | 16e       | kwalificatie: 16de met 52,71m                                        |
|                 |                          |           |                                                                      |
| Gizela Farkaš   | 800m (v)                 | 14e       | serie 3: 4de in 2.08,7 halve finale 2: 7de in 2.09,9                 |
| Draga Stamejcic | 80m horden (v)           | 7e        | serie 4: 4de in 10,8 halve finale 2: 3de in 10,7 finale: 7de in 10,8 |
| Olga Pulic      | hoogspringen (v)         | 7e        | kwalificatie: 8ste met 1,70m finale: 7de met 1,71m                   |
| Draga Stamejcic | vijfkamp (v)             | 5e        | 4790 punten                                                          |

### Basketbal
| Olympiër | Discipline | Resultaat | Prestatie |
| --- | ---------- | --------- | --- |
| Vladimir Cvetković Ivo Daneu Giuseppe Gjergja Nemanja Đurić Vital Eiselt Slobodan Gordić Radivoj Korać Dragan Kovačić Miodrag Nikolić Zvonko Petričević Trajko Rajković Dragoslav Ražnatović | mannen     | 7e        | groep B: 3de W van Uruguay: 84-71 V van Brazilië: 64-68 W van Australië: 74-70 W van Peru: 73-64 V van Verenigde Staten: 61-69 W van Zuid-Korea: 99-66 W van Finland: 74-45 5-8ste plek: V van Italië: 63-75 7-8ste plek: W van Uruguay: 78-55 |

| Voorronde Groep B |                  |             |             |             |        |        |        |        |
| #                 | Land             | Wedstrijden | Wedstrijden | Wedstrijden | Punten | Punten | Punten | Punten |
| #                 | Land             | G           | W           | V           | V      | T      | Saldo  | Punten |
| 1                 | Verenigde Staten | 7           | 7           | 0           | 569    | 333    | +236   | 14     |
| 2                 | Brazilië         | 7           | 5           | 2           | 473    | 452    | +21    | 12     |
| 3                 | Joegoslavië      | 7           | 5           | 2           | 529    | 453    | +76    | 12     |
| 4                 | Uruguay          | 7           | 4           | 3           | 472    | 482    | -10    | 11     |
| 5                 | Finland          | 7           | 3           | 4           | 409    | 475    | -66    | 10     |
| 6                 | Australië        | 7           | 2           | 5           | 434    | 460    | -26    | 9      |
| 7                 | Puerto Rico      | 7           | 2           | 5           | 431    | 453    | -24    | 9      |
| 8                 | Zuid-Korea       | 7           | 0           | 7           | 432    | 641    | -209   | 7      |

| Ronde       | Datum | Plaats           | Land  | Score       | Land |
| ----------- | ----- | ---------------- | ----- | ----------- | ---- |
| Groepsfase  |       |                  |       |             |      |
| 11 oktober  | Tokio | Joegoslavië      | 84-71 | Uruguay     |      |
| 12 oktober  | Tokio | Brazilië         | 68-64 | Joegoslavië |      |
| 13 oktober  | Tokio | Australië        | 70-74 | Joegoslavië |      |
| 14 oktober  | Tokio | Peru             | 64-73 | Joegoslavië |      |
| 16 oktober  | Tokio | Verenigde Staten | 69-61 | Joegoslavië |      |
| 17 oktober  | Tokio | Joegoslavië      | 99-66 | Zuid-Korea  |      |
| 18 oktober  | Tokio | Joegoslavië      | 74-45 | Finland     |      |
| 5-8ste plek |       |                  |       |             |      |
| 20 oktober  | Tokio | Joegoslavië      | 63-75 | Italië      |      |
| 7-8ste plek |       |                  |       |             |      |
| 22 oktober  | Tokio | Joegoslavië      | 78-55 | Uruguay     |      |

### Kanovaren
| Olympiër                                                                   | Discipline    | Resultaat | Prestatie                                                                      |
| -------------------------------------------------------------------------- | ------------- | --------- | ------------------------------------------------------------------------------ |
| Dragan Desančić Aleksandar Kerčov Vladimir Ignjatijević Staniša Radmanović | K-4 1000m (m) | 8e        | serie 2: 3de in 3.20,30 halve finale 1: 2de in 3.27,84 finale: 8ste in 3.19,79 |

### Roeien
| Olympiër                                                                                                  | Discipline   | Resultaat | Prestatie                                                                    |
| --- | ------------ | --------- | ---------------------------------------------------------------------------- |
| Ante Guberina Slavko Janjušević                                                                           | twee-met (m) | 14e       | serie 2: 4de in 8.20,33 herkansingen: 4de in 7.40,89                         |
| Boris Klavora Jadran Barut Jože Berc Vjekoslav Skalak Marko Mandič Alojz Colja Pavao Martić Lucijan Kleva | acht (m)     | 4e        | serie 1: 4de in 6.02,43 herkansingen: 1ste in 5.59,23 finale: 4de in 6.27,15 |

### Turnen
| Olympiër                                                                       | Discipline               | Resultaat | Prestatie                                                          |
| ------------------------------------------------------------------------------ | ------------------------ | --------- | ------------------------------------------------------------------ |
| Miroslav Cerar                                                                 | brug (m)                 | 6e        | kwalificatie: 2de met 19,50 punten finale: 6de met 18,450 punten   |
| Miroslav Cerar                                                                 | rekstok (m)              | Brons     | kwalificatie: 5de met 19,30 punten finale: 3de met 19,500 punten   |
| Miroslav Cerar                                                                 | paard voltige (m)        | Goud      | kwalificatie: 1ste met 19,45 punten finale: 1ste met 19,525 punten |
| Janez Brodnik                                                                  | individuele meerkamp (m) | 57e       | 110,00 punten                                                      |
| Ivan Čaklec                                                                    | individuele meerkamp (m) | 80e       | 108,30 punten                                                      |
| Miroslav Cerar                                                                 | individuele meerkamp (m) | 7e        | 115,05 punten                                                      |
| Ivica Osim                                                                     | individuele meerkamp (m) | 88e       | 107,10 punten                                                      |
| Alojz Petrovič                                                                 | individuele meerkamp (m) | 61e       | 109,70 punten                                                      |
| Martin Šrot                                                                    | individuele meerkamp (m) | 65e       | 109,25 punten                                                      |
| Janez Brodnik Ivan Čaklec Miroslav Cerar Ivica Osim Alojz Petrovič Martin Šrot | meerkamp team (m)        | 11e       | 554,80 punten                                                      |

### Voetbal
| Olympiër | Discipline | Resultaat | Prestatie |
| --- | ---------- | --------- | --- |
| Ivica Osim Zoran Miladinović Lazar Lemić Lazar Radović Milan Čop Mirsad Fazlagić Rudolf Belin Silvester Takač Slaven Zambata Spasoje Samardžić Svetozar Vujović Dragan Džajić Ivan Ćurković Živorad Jevtić Josip Pirmajer Marijan Brnčić | mannen     | 6e        | groep B: 2de W van Marokko: 3-1 V van Hongarije: 5-6 kwartfinale: V van Duitsland: 0-1 5-8ste plek: W van Japan: 6-1 5-6de plek: V van Roemenië: 0-3 |

| Groep B |             |             |             |             |             |            |            |            |        |
| #       | Land        | Wedstrijden | Wedstrijden | Wedstrijden | Wedstrijden | Doelpunten | Doelpunten | Doelpunten | Punten |
| #       | Land        | G           | W           | G           | V           | V          | T          | Saldo      | Punten |
| 1       | Hongarije   | 2           | 2           | 0           | 0           | 12         | 5          | +7         | 4      |
| 2       | Joegoslavië | 2           | 1           | 0           | 1           | 8          | 7          | +1         | 2      |
| 3       | Marokko     | 2           | 0           | 0           | 2           | 1          | 9          | −8         | 0      |
| 4       | Pakistan    | 0           | 0           | 0           | 0           | 0          | 0          | 0          | 0      |

| Ronde       | Datum    | Plaats      | Land | Score       | Land |
| ----------- | -------- | ----------- | ---- | ----------- | ---- |
| Groepsfase  |          |             |      |             |      |
| 13 oktober  | Kanagawa | Joegoslavië | 3-1  | Marokko     |      |
| 15 oktober  | Tokio    | Hongarije   | 6-5  | Joegoslavië |      |
| Kwartfinale |          |             |      |             |      |
| 18 oktober  | Tokio    | Duitsland   | 1-0  | Joegoslavië |      |
| 5-8ste plek |          |             |      |             |      |
| 20 oktober  | Osaka    | Japan       | 1-6  | Joegoslavië |      |
| 5-6de plek  |          |             |      |             |      |
| 22 oktober  | Osaka    | Roemenië    | 3-0  | Joegoslavië |      |

### Waterpolo
| Olympiër | Discipline | Resultaat | Prestatie |
| --- | ---------- | --------- | --- |
| Ozren Bonačić Zoran Janković Milan Muskatirović Ante Nardeli Frane Nonković Vinko Rosić Mirko Sandić Zlatko Simenc Bozidar Staničić Karlo Stipanić Ivo Trumbić | mannen     | Zilver    | groep C: 1ste W van Verenigde Staten: 2-1 W van Nederland: 7-2 W van Brazilië: 8-0 halve finale groep C/D: 1ste W van België: 6-2 G van Hongarije: 4-4 finale groep: 2de W van Sovjet-Unie: 2-0 W van Italië: 2-1 |

| Groep C |                  |             |             |             |             |            |            |            |        |
| #       | Land             | Wedstrijden | Wedstrijden | Wedstrijden | Wedstrijden | Doelpunten | Doelpunten | Doelpunten | Punten |
| #       | Land             | G           | W           | G           | V           | V          | T          | Saldo      | Punten |
| 1       | Joegoslavië      | 3           | 3           | 0           | 0           | 17         | 3          | +14        | 6      |
| 2       | Nederland        | 3           | 2           | 0           | 1           | 11         | 13         | -2         | 4      |
| 3       | Verenigde Staten | 3           | 1           | 0           | 2           | 12         | 9          | +3         | 2      |
| 4       | Brazilië         | 3           | 0           | 0           | 3           | 3          | 18         | -15        | 0      |

| Ronde      | Datum | Plaats      | Land | Score            | Land |
| ---------- | ----- | ----------- | ---- | ---------------- | ---- |
| Groepsfase |       |             |      |                  |      |
| 11 oktober | Tokio | Joegoslavië | 2-1  | Verenigde Staten |      |
| 12 oktober | Tokio | Joegoslavië | 7-2  | Nederland        |      |
| 13 oktober | Tokio | Joegoslavië | 8-0  | Brazilië         |      |

| Groep halve finale C/D |             |             |             |             |             |            |            |            |        |
| #                      | Land        | Wedstrijden | Wedstrijden | Wedstrijden | Wedstrijden | Doelpunten | Doelpunten | Doelpunten | Punten |
| #                      | Land        | G           | W           | G           | V           | V          | T          | Saldo      | Punten |
| 1                      | Joegoslavië | 3           | 2           | 1           | 0           | 17         | 8          | +9         | 5      |
| 2                      | Hongarije   | 3           | 2           | 1           | 0           | 15         | 9          | +6         | 5      |
| 3                      | Nederland   | 3           | 1           | 0           | 2           | 14         | 18         | -4         | 2      |
| 4                      | België      | 3           | 0           | 0           | 3           | 7          | 18         | -11        | 0      |

| Ronde      | Datum | Plaats      | Land | Score     | Land |
| ---------- | ----- | ----------- | ---- | --------- | ---- |
| Groepsfase |       |             |      |           |      |
| 14 oktober | Tokio | Joegoslavië | 6-2  | België    |      |
| 14 oktober | Tokio | Joegoslavië | 4-4  | Hongarije |      |

| Finale groep |             |             |             |             |             |        |        |        |        |
| #            | Land        | Wedstrijden | Wedstrijden | Wedstrijden | Wedstrijden | Punten | Punten | Punten | Punten |
| #            | Land        | G           | W           | G           | V           | V      | T      | Saldo  | Punten |
| 1            | Hongarije   | 3           | 2           | 1           | 0           | 12     | 7      | +5     | 5      |
| 2            | Joegoslavië | 3           | 2           | 1           | 0           | 8      | 5      | +3     | 5      |
| 3            | Sovjet-Unie | 3           | 1           | 0           | 2           | 4      | 7      | -3     | 2      |
| 3            | Italië      | 3           | 0           | 0           | 3           | 2      | 7      | -5     | 0      |

| Ronde        | Datum | Plaats      | Land | Score       | Land |
| ------------ | ----- | ----------- | ---- | ----------- | ---- |
| Halve finale |       |             |      |             |      |
| 17 oktober   | Tokio | Joegoslavië | 2-0  | Sovjet-Unie |      |
| 18 oktober   | Tokio | Italië      | 1-2  | Joegoslavië |      |

### Worstelen
| Olympiër          | Discipline     | Resultaat      | Prestatie |
| Grieks-Romeins    | Grieks-Romeins | Grieks-Romeins | Grieks-Romeins |
| ----------------- | -------------- | -------------- | --- |
| Branko Martinović | -63kg (m)      | Brons          | 1ste ronde: W van AFG Sayed 2de ronde: G van GER Schneider 3de ronde: W van BUL Petrov 4de ronde: W van DEN Skrydstrup 5de ronde: W van USA Finley   |
| Stevan Horvat     | -70kg (m)      | 5e             | 1ste ronde: W van AUT Berger 2de ronde: W van RAU Ibrahim 3de ronde: V van URS Gvantseladze 4de ronde: W van GER Schmitt 5de ronde: G van JPN Fujita |
| Branislav Simić   | -87kg (m)      | Goud           | 1ste ronde: W van HUN Hollósi 2de ronde: W van ARG Graffigna 3de ronde: W van FIN Punkari 4de ronde: vrij 5de ronde: G van URS Olenik                |
| Petar Cucić       | -97kg (m)      | 12e            | 1ste ronde: G van URS Abashidze 2de ronde: G van POL Sosnowski 3de ronde: V van HUN Kiss                                                             |

### Zwemmen
| Olympiër           | Discipline           | Resultaat | Prestatie               |
| ------------------ | -------------------- | --------- | ----------------------- |
| Slobodan Dijaković | 400m vrije slag (m)  | 40e       | serie 5: 5de in 4.41,0  |
| Slobodan Dijaković | 1500m vrije slag (m) | 25e       | serie 2: 6de in 18.31,2 |
| Veljko Rogošić     | 1500m vrije slag (m) | 16e       | serie 4: 2de in 18.05,5 |
| Veljko Rogošić     | 400m wisselslag (m)  | 19e       | serie 1: 6de in 5.11,0  |

Afghanistan · Algerije · Argentinië · Australië · Bahama's · België · Bermuda · Birma · Bolivia · Brazilië · Brits-Guiana · Bulgarije · Cambodja · Canada · Ceylon · Chili · Colombia · Congo-Brazzaville · Costa Rica · Cuba · Denemarken · Dominicaanse Republiek · Duits eenheidsteam · Ethiopië · Filipijnen · Finland · Frankrijk · Ghana · Griekenland · Groot-Brittannië · Hongarije · Hongkong · Ierland · IJsland · India · Irak · Iran · Israël · Italië · Ivoorkust · Jamaica · Japan · Joegoslavië · Kameroen · Kenia · Libanon · Liberia · Libië · Liechtenstein · Luxemburg · Madagaskar · Maleisië · Mali · Marokko · Mexico · Monaco · Mongolië · Nederland · Nederlandse Antillen · Nepal · Nieuw-Zeeland · Niger · Nigeria · Noord-Rhodesië · Noorwegen · Oeganda · Oostenrijk · Pakistan · Panama · Peru · Polen · Portugal · Puerto Rico · Roemenië · Senegal · Sovjet-Unie · Spanje · Taiwan · Tanganyika · Thailand · Trinidad en Tobago · Tsjaad · Tsjecho-Slowakije · Tunesië · Turkije · Uruguay · Venezuela · Verenigde Arabische Republiek · Verenigde Staten · Vietnam · Zuid-Korea · Zuid-Rhodesië · Zweden · Zwitserland